# Right (canción)
"Right" es una canción por el músico británico David Bowie para su álbum Young Americans, publicado el 7 de marzo de 1975. "Right" es la última canción del lado A del lanzamiento original del álbum, y el lado B del sencillo "Fame", lanzado en agosto de 1975.

## Música y letra

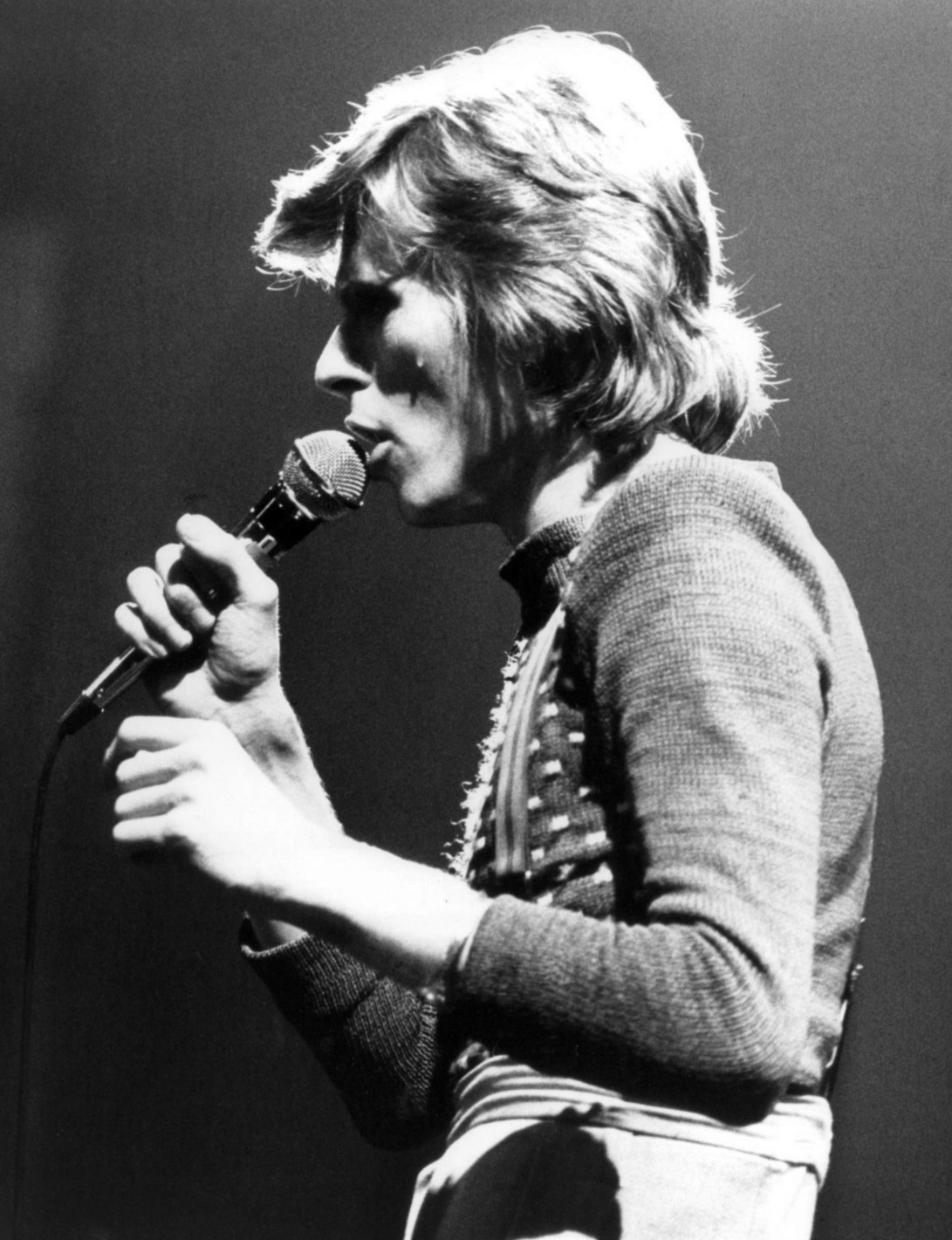
David Bowie actuando en ABC's In Concert en 1974.

Entre los coristas destacaban Luther Vandross y un viejo amigo de Bowie, Warren Peace; fue la única canción en Young Americans en presentar Peace. La llamada y respuesta entre Bowie y los coristas "le daban un aire de inmaculada sofisticación", según Nicholas Pegg.
Casi al final de la película de Alan Yentob sobre Bowie, Cracked Actor (1975), Bowie, Luther Vandross, Robin Clark, and Ava Cherry se ven practicando "Right" para la gira de 1974 The Soul, aunque al final nunca fue interpretada en vivo.

## Lanzamiento
"Right" fue publicado en el álbum Young Americans el 17 de febrero de 1975.
También fue el lado B del sencillo "Fame", lanzado en 1975 en el Reino Unido, Estados Unidos, Australia, Brasil, Canadá, El Salvador, Francia, Grecia, Japón, México, Portugal, Sudáfrica, España, y Venezuela.
Young Americans fue remasterizado y reeditado por Rykodisc en 1991. Este edición presentaba mezclas alternativas de "Win", "Fascination", y una mezcla ligeramente más lenta de "Right", está mezcla alternativa fue también publicada en el relanzamiento de "Fame" en 2015.
Una versión temprana de la canción de los estudios  Sigma Sound, fue publicada en The Gouster, como parte de la caja recopilatoria de 2016, Who Can I Be Now? (1974–1976).

## Créditos
- David Bowie – voz principal
- Carlos Alomar – guitarra eléctrica
- Mike Garson – clavinet
- David Sanborn – saxofón alto
- Willie Weeks – bajo eléctrico
- Andy Newmark – batería
- Lawrence C. Washington – conga
- Luther Vandross, Robin Clark, Ava Cherry, Warren Peace – coros